# Диелектрик
Диелектрикът е вещество, слабо провеждащо или съвсем непровеждащо електрически ток, което може да бъде поляризирано от външно електрично поле. Плътността на свободните носители на електричен заряд в диелектрика не превишава 108 бр/cm3. Когато диелектрик се постави в електрично поле, през него не протичат електрични заряди, а само малко се изместват техните средни равновесни положения, което води до диелектрична поляризация. Вследствие на диелектричната поляризация, положителните заряди се преместват в посока към полето, докато отрицателните заряди се изместват в противоположна посока. Това създава вътрешно електрично поле, което намалява общото електрично поле.
Към диелектриците се числят въздуха и другите газове, стъклото, различни смоли и пластмаси. Химически чистата вода и захарният разтвор също са диелектрици. Диелектриците се използват не само като електроизолационни материали. Ред диелектрици проявяват и интересни физични свойства, например пиезокристалите.

## Диелектрични загуби
С увеличаване на напрежението диелектричните загуби растат във всички видове диелектрици.
При постоянно напрежение диелектричните загуби зависят от активното съпротивлението на конструкцията.
При неполярните диелектрици диелектричните загуби не зависят от честотата на променливото електрично поле, като диелектричните загуби, дължащи се на забавени поляризации, се проявяват само при променливо електрично поле.
Полиетиленът, полистиролът и тефлонът са вещества с ниски диелектрични загуби.

## Поляризация на диелектрика
Поляризацията на диелектрика е явление, при което под действие на външно електростатично поле в диелектрика възникват електрически диполи, ориентирани изцяло или предимно по посока на полето.
Някои диелектрици се поляризират при деформация, предизвикана от външни сили. Това електро-механично явление се нарича пиезоелектричен ефект, а диелектриците, при които се наблюдава – пиезоелектрици. В най-простия случай поляризацията Р на пиезоелектрика е правопропорционална на големината на приложните сили.
Наблюдава се и обратен пиезоелектричен ефект – когато образец от пиезоелектрик се поставя във външно електрично поле, той се деформира. Това явление се използва при работата на пиезодвигателите като някои се използват и в уредбата на автомобилния двигател.

## Употреба
При употребата на диелектрици, един от най-обширните класове от електрически материали, необходимостта от използване както на пасивни, така и на активни свойства, е ясно определена. Диелектриците не се използват само като електроизолационни материали.
Пасивните свойства на диелектричните материали се възползват от изолационните им качества в кондензаторите. Електроизолационните материали са диелектрици, които не позволяват протичането на електрически заряди, тоест с тяхна помощ те отделят електрическите вериги една от друга или части на устройства от проводящи, но не токопроводими части (от тялото, от земята). В такъв случай диелектрическата проницаемост на материала не играе особена роля и тя трябва да е възможно най-малка, за да не се внасят в схемата паразитни капацитети.
Активните (управляеми) диелектрици са фероелектрици, пиезоелектрици, електролуминофори, материали за емитери и затвори в лазерната техника, електрети и други.

## Фероелектрици
Аналогично на феромагнитните материали, фероелектриците запазват своята електрическа поляризация във времето.